# 진구포자충류
진구포자충류(眞球胞子蟲類)는 진구포자충목 (Eucoccidiorida) 원생생물의 총칭으로, 정단복합체충문 코노이다시다강에 속하는 포자를 형성하는 현미경적 단세포 기생 생물이다. 이 목의 원생생물은 사람과 가축, 새들을 포함한 야생 동물에 기생하는 기생충을 포함하고 있다. 대표적인 종은 톡소포자충증을 일으키는 톡소포자충과 등포자충증을 일으키는 등포자충이 있다.

## 하위 분류
- 진구포자충목 (Eucoccidiorida)
  - 아델레아아목 (Adeleorina)
    - Adeleidae
    - Dactylosomatidae
    - Haemogregarinidae
    - Hepatozoidae
    - Karyolysidae
    - Klossiellidae
    - Legerellidae

  - 구포자충아목 (Eimeriorina)
    - Aggregatidae
    - Atoxoplasmatidae
    - Barrouxiidae
    - Calyptosporiidae
    - Caryotrophidae
    - 와포자충과 (Cryptosporidiidae)
    - 구포자충과 (Eimeriidae)
    - Elleipsisomatidae
    - Lankesterellidae
    - 근육포자충과 (Sarcocystidae)
    - Selenococcidiidae
    - Spirocystidae
    - 미분류 속
      - Hoarella
      - Pythonella